# Муджахидини
Муджахидини е название, разпространено на Запад, на участниците в (мюсюлмански) въоръжени формирования.
Навлиза в политическата лексика от времето на нахлуването на съветски войски в Афганистан в периода 1979 – 1989 г.

## Етимология
Названието муджахидин е формата за множествено число на арабската дума муджахид (арабски: مجاهد), която означава буквално „борец“, „полагащ усилие“. Муджахид е всеки участник в джихад – не само воинът, но и всеки мюсюлманин, борещ се със своите и чуждите пороци. Такъв е и учителят, и свещенослужителят, и майката, възпитаваща своето дете. Загиналият муджахид се счита за шахид – мъченик, засвидетелствал своята вяра пред Аллах. Муджахиди например се наричат и участниците в Освободителната война на Алжир от 1954 – 1962 г.

## Афганистан
Съветската пропаганда ги нарича „душмани“ (на дари: دشمن – dušman – враг), а муджахидините наричат съветските войници „шурави“ (на дари: šûravî – съветски). Носели традиционни афганистански дрехи (роби, черни жилетки, чалми или шапки). Тактиката, използвана от муджахидините за водене на бойни действия, е партизанска.

## Лидери
- Шах Масуд
- Осама бин Ладен
- Исмаил-хан
- Абу Катада
- Абдул Али Мазари
- Сигбатула Моджадади
- Бурханудин Рабани
- Хекматиар